# The Last Hangman
The Last Hangman (Britse titel: Pierrepoint) is een film uit 2005 van filmregisseur Adrian Shergold over het leven van Albert Pierrepoint, een Britse beul die tussen 1932 en 1955 meer dan 600 terdoodveroordeelden executeerde door ophanging. In tegenstelling tot wat de titel van de film suggereert was Albert Pierrepoint overigens niet de laatste beul van Groot-Brittannië. De film debuteerde op het Internationaal filmfestival van Toronto van 2005.

## Plot
De film begint met een "gewone" werkdag van Pierrepoint, die thuis vertrekt en met de trein naar een gevangenis reist waar hij eenmaal aangekomen de terdoodveroordeelde bekijkt door een kijkgat in de celdeur om de lengte van de persoon in te schatten. Dan volgt de executie van een jonge vrouw. Pierrepoint neemt de gevangene mee naar het executielokaal en zorgt ervoor dat alles zo snel mogelijk voorbij is. Na de executie vertelt hij aan zijn jonge medewerker dat de geëxecuteerde haar onschuld terug heeft en dat het lichaam, dat hij zelf wast, met respect moet behandeld worden, want het zijn mensen. Bij een volgende executie wil hij zijn eigen snelheidsrecord breken, wat ook gebeurt en de klus was in zeven en een halve seconde geklaard. Zijn drijfveer daarvoor is dat de veroordeelden niet langer moeten lijden dan strikt noodzakelijk. Hij krijgt daarvoor van zijn superieuren voortdurend complimenten.
Aan het einde van de Tweede Wereldoorlog wordt hem gevraagd om naar Duitsland af te reizen om de Nazi-leiders die tot de dood veroordeeld werden op het Bergen-Belsenproces te gaan executeren. Ook daar laat hij verstaan dat het mensen zijn en maakt zich kwaad wanneer na de eerste dag van executies er een kist te weinig blijkt te zijn en men een terdoodveroordeelde zonder kist wil begraven. Eenmaal terug in Groot-Brittannië is het bekend dat hij de beul van Neurenberg is en wordt hij door de mensen als een oorlogsheld onthaald, iets wat hem niet zint. Zijn vrouw, die het erg moeilijk heeft met zijn beroep, besluit om van de populariteit van haar man gebruik te maken en opent een pub.
Bij een volgende executie blijkt dat het om zijn beste vriend gaat, die zijn vriendin vermoord had. Dan krijgt Pierrepoint voor de eerste keer wroeging. Hij executeert zijn vriend, zegt hem nog dat hij "goed" voor hem zal zorgen waarop zijn vriend hem bedankt. Eenmaal thuis wil hij erover praten, maar zijn vrouw wil dat niet, omdat ze het niet kan. Daarna executeert hij Ruth Ellis, de laatste vrouw die geëxecuteerd werd in Groot-Brittannië. Wanneer hij de gevangenis verlaat, wordt hij uitgejouwd voor moordenaar door een grote groep protesterende mensen.
Eenmaal thuis geeft zijn vrouw de oplossing om ermee te kunnen stoppen. Ze had gemerkt dat hij een keer niet werd uitbetaald, vertelde hem dat hij niet met zich mocht laten sollen en dat hij een brief moest schrijven waar hij in zou laten blijken dat hij ontevreden was. Klaarblijkelijk opgelucht vertelde hij dat het een goed idee was en voegde meteen in de brief aan toe dat de brief mocht gezien worden als zijn ontslagbrief. De film eindigt met een latere quote van Pierrepoint, dat de doodstraf nooit echte afschrikking opgeleverd heeft en dat het alleen maar voor meer wrok gezorgd heeft.

## Rolverdeling
| Acteur           | Personage            |
| ---------------- | -------------------- |
| Timothy Spall    | Albert Pierrepoint   |
| Juliet Stevenson | Annie Pierrepoint    |
| Eddie Marsan     | James 'Tish' Corbitt |
| Mary Stockley    | Ruth Ellis           |